# Pas mrkalj
Pas mrkalj (drkovna; lat. Dalatias licha) vrsta je morskog psa koji kod nas još ima nazive mrkan i mrkalj. Tijelo mu je vitko, njuška kratka i tupo zaobljena, usnice zadebljane, ima dvije leđne peraje gotovo iste veličine, donji kraj repne peraje znatno kraći od gornjeg.Gornji zubi su manji od donjih zubiju, koji su nazubljeni poput zubaca pile. Boja mu je tamno smeđa, slična boji čokolade, ponekad ljubičasto smeđa. Peraje imaju svijetle vrhove, a vrh repa je taman, skoro crn. Najčešće živi u malim jatima pri dnu, iako zna obitavati i na otvorenom moru. Prehrana se sastoji od riba koštunjača, raža, drugih vrsta morskih pasa, kao i rakova i glavonožaca. Naraste do 182 cm duljine, iako je većina primjeraka ove vrste između 1,2 i 1,5 m.

## Rasprostranjenost
Drkovna je prisutna u svim oceanima. U Atlantiku je ima na zapadnom dijelu oko srednjeg dijela SAD (Georges Bank) te u Meksičkom zaljevu, a na istočnom dijelu od Islanda do Kameruna, kao i na zapadnom dijelu Mediterana. U Indijskom oceanu ima ga od Mozambika do Južne Afrike. U pacifiku obitava oko Japana, Australije i Novog Zelanda, kao i oko Havaja.

## Vanjske poveznice
|  | Zajednički poslužitelj ima još gradiva o temi Drkovna |
|  | Wikivrste imaju podatke o taksonu Drkovna             |